# Wasp Island
Wasp Island är en ö i Australien. Den ligger i delstaten New South Wales, i den sydöstra delen av landet, omkring 220 kilometer söder om delstatshuvudstaden Sydney. Genomsnittlig årsnederbörd är 1 370 millimeter. Den regnigaste månaden är mars, med i genomsnitt 189 mm nederbörd, och den torraste är juli, med 28 mm nederbörd.